# ژمرینکا
ژمرینکا (به اوکراینی: Жмеринка) شهری در استان وینیتسیا در کشور اوکراین است. جمعیت این شهر ۳۴,۰۹۷ (۲۰۲۱ تخمینی)نفر است.

## نگارخانه

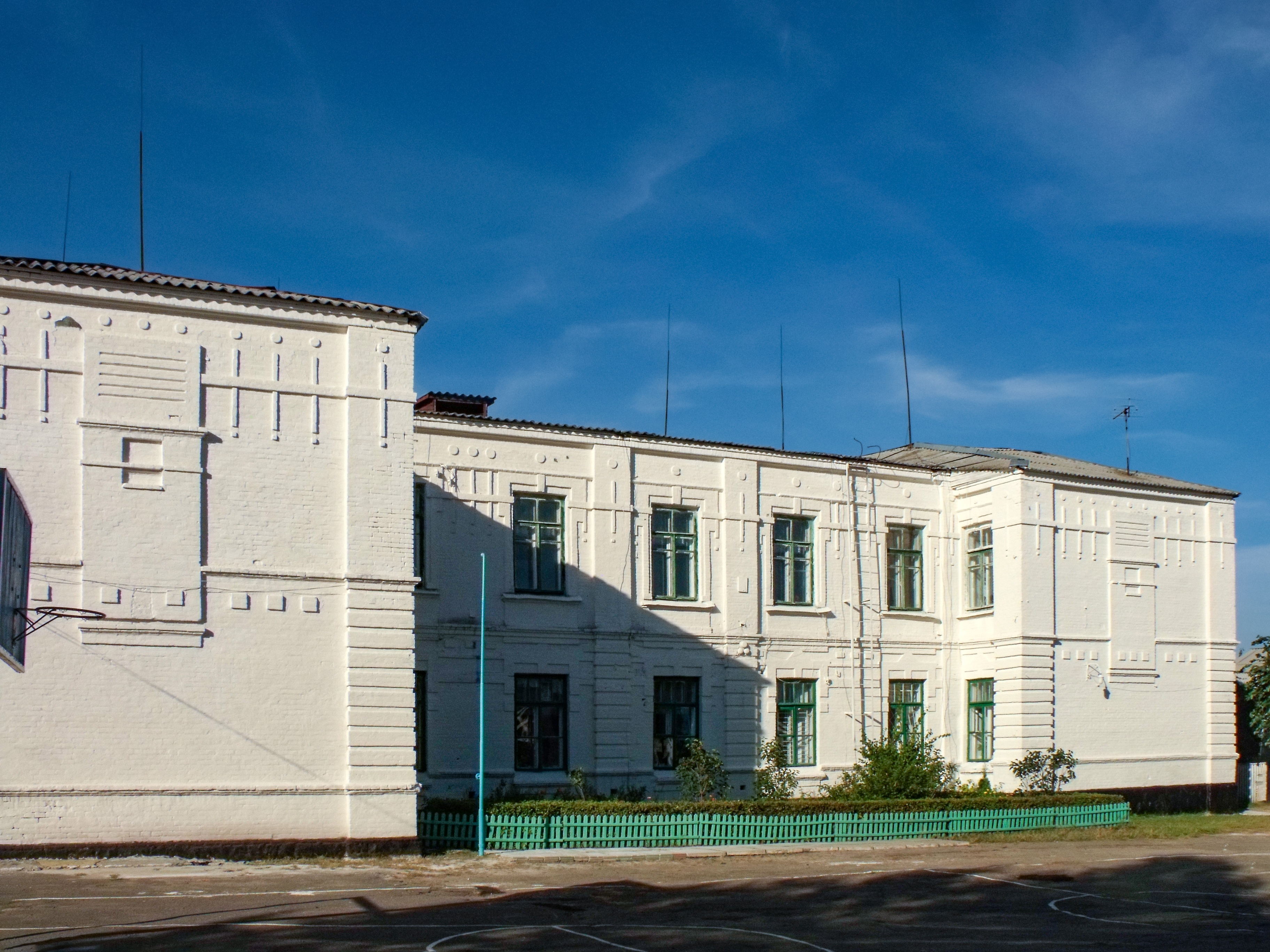
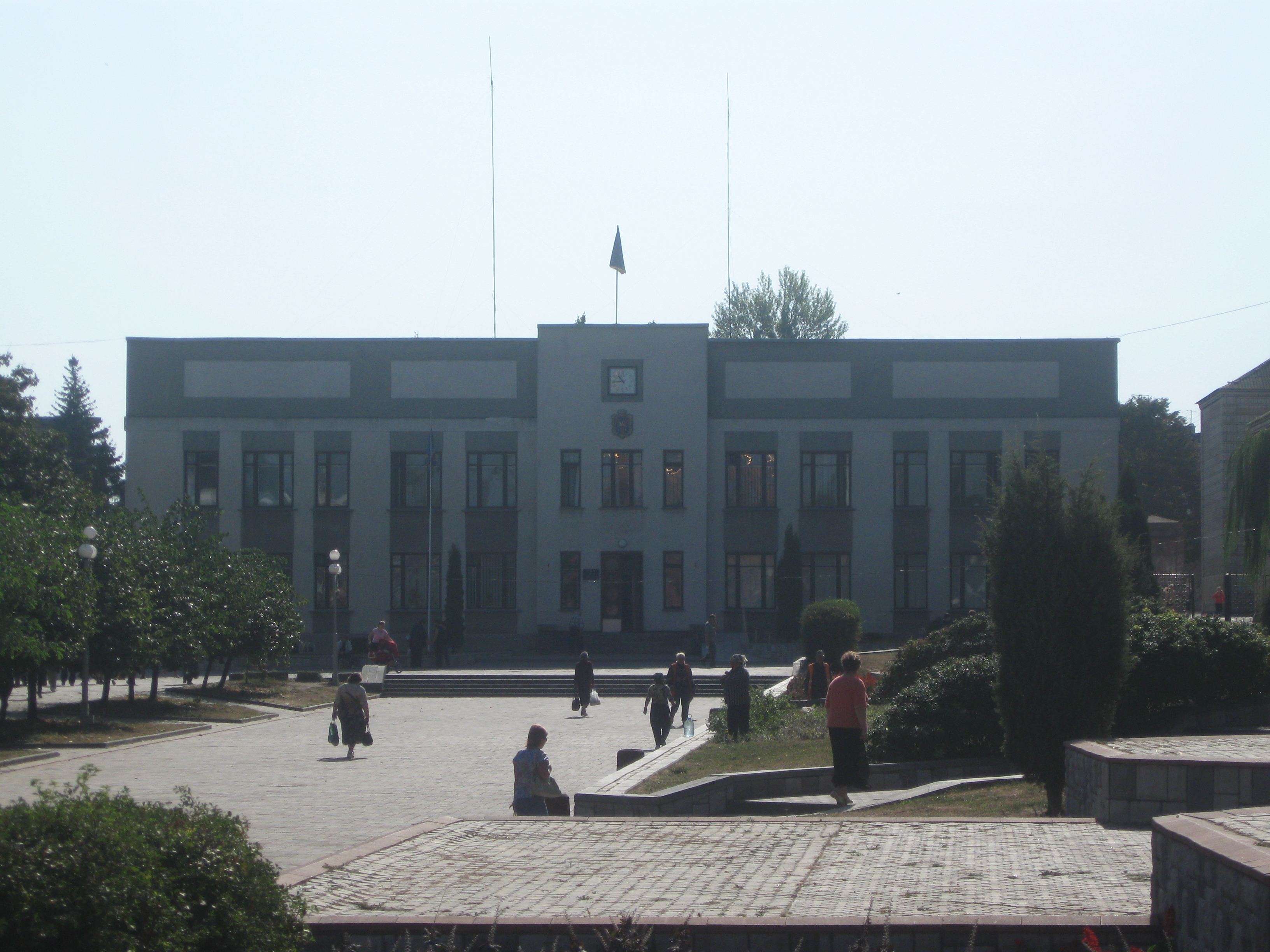
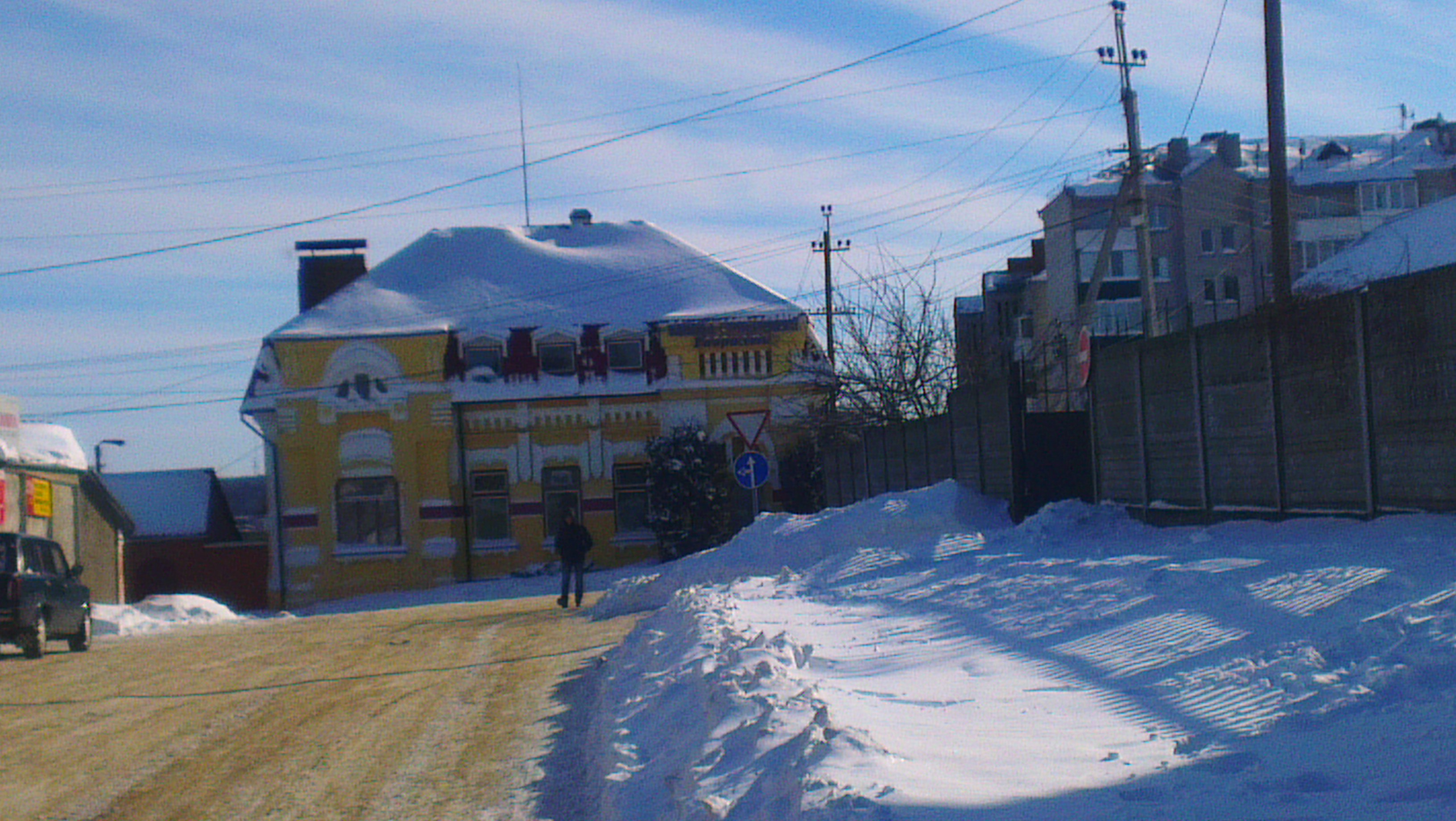
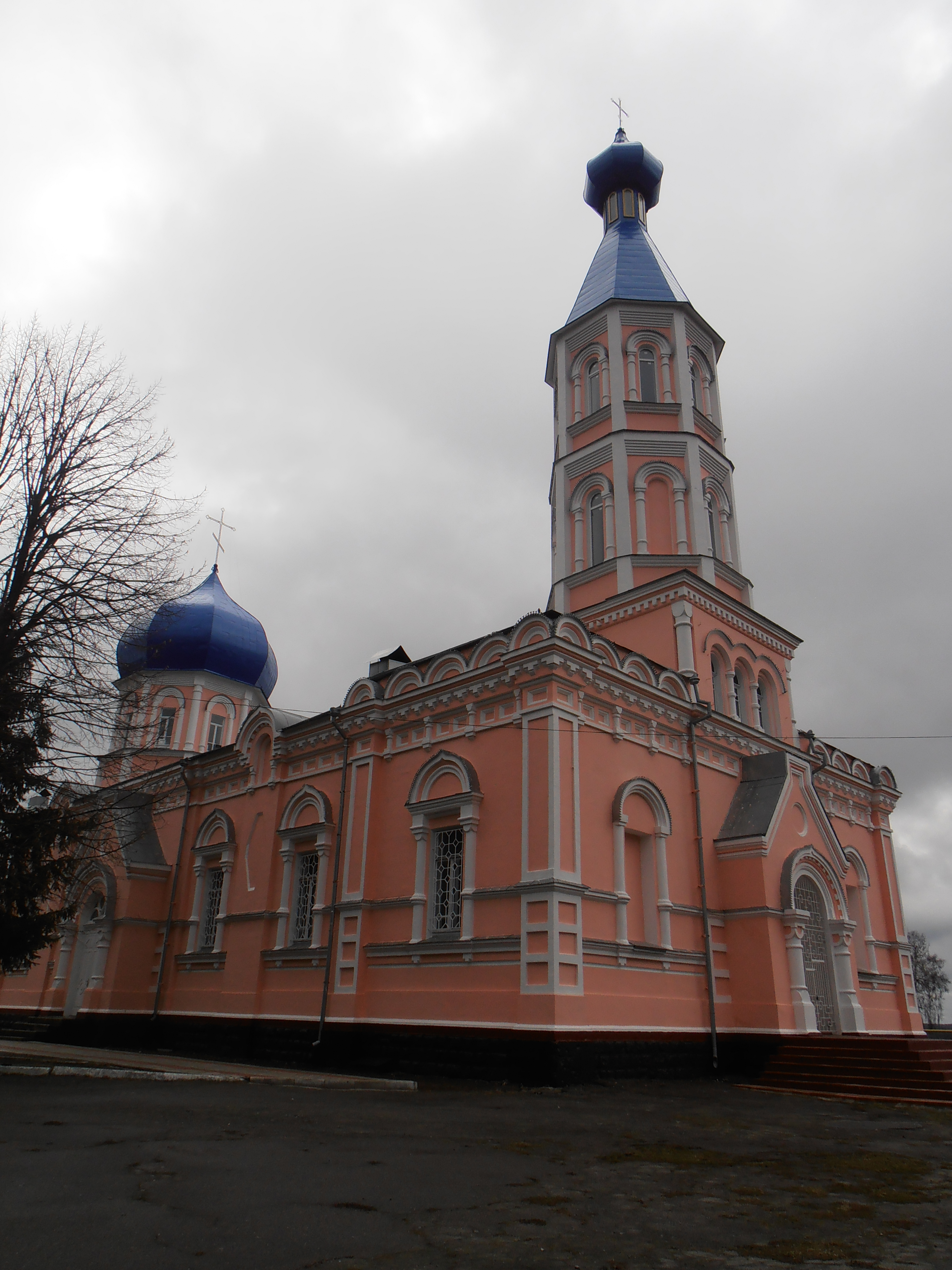
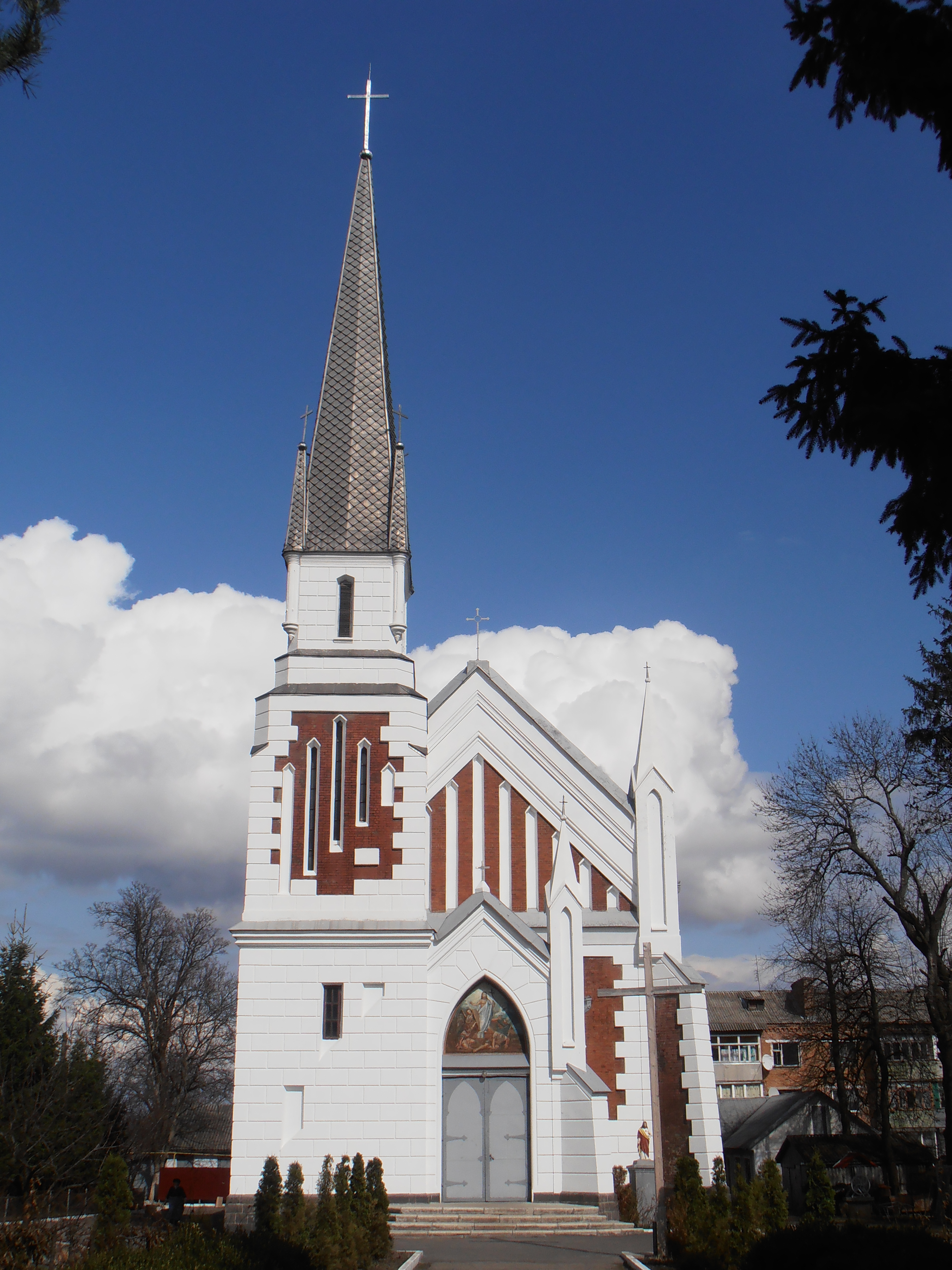
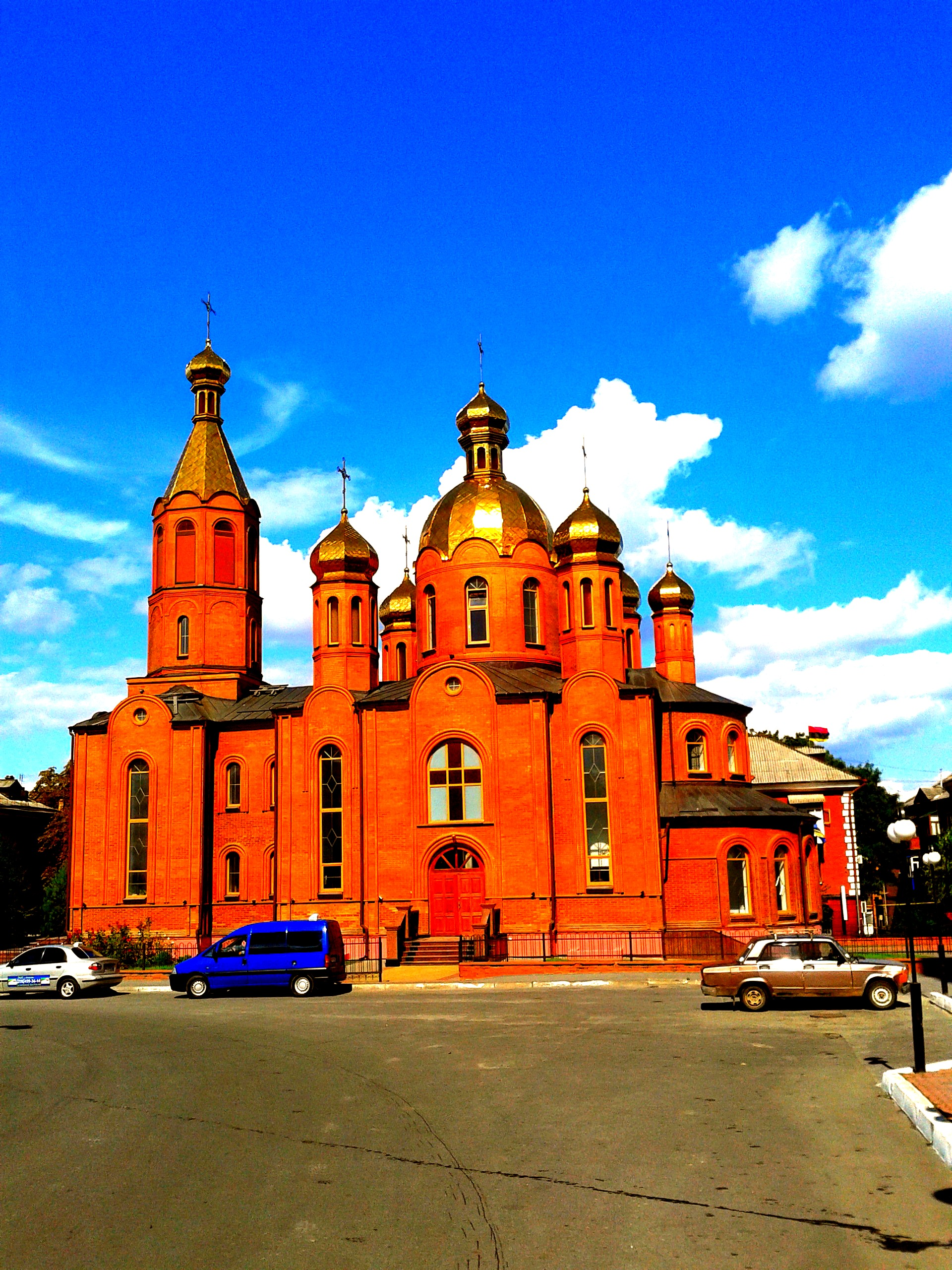
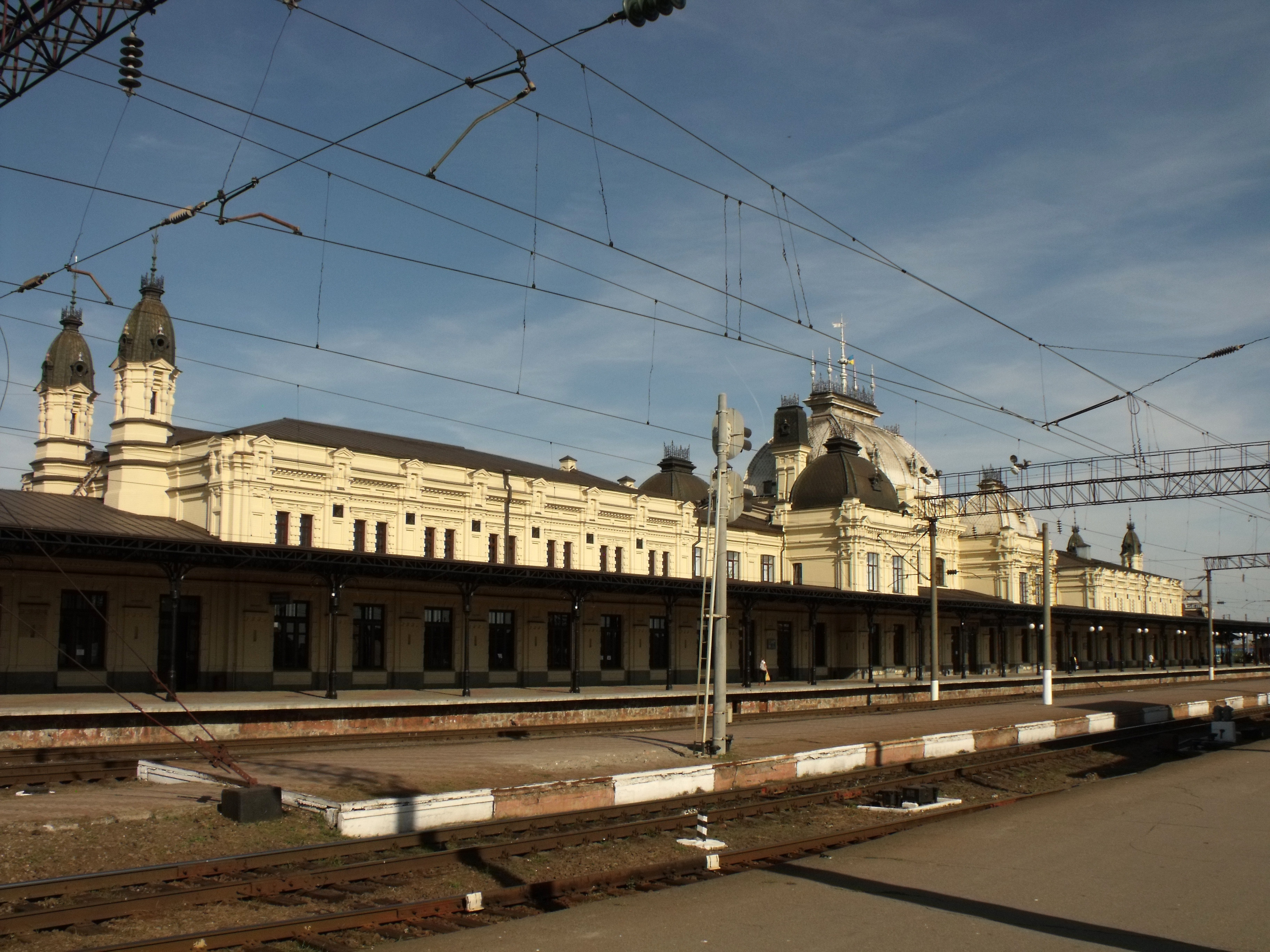
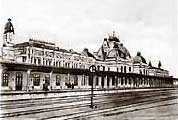
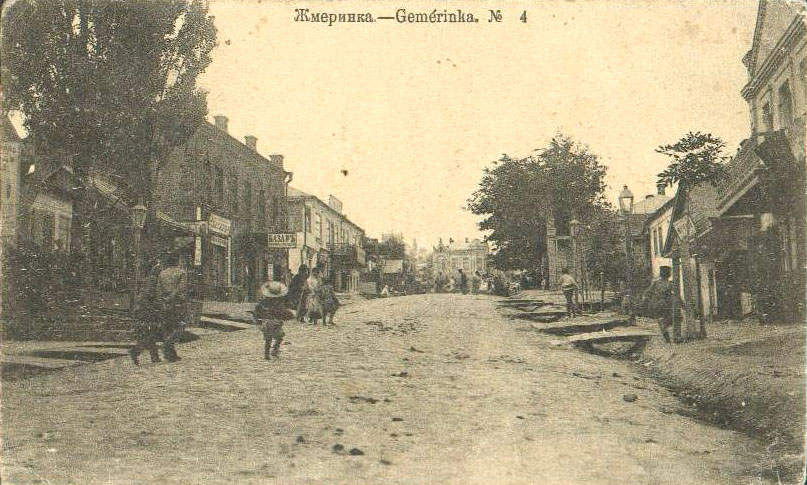
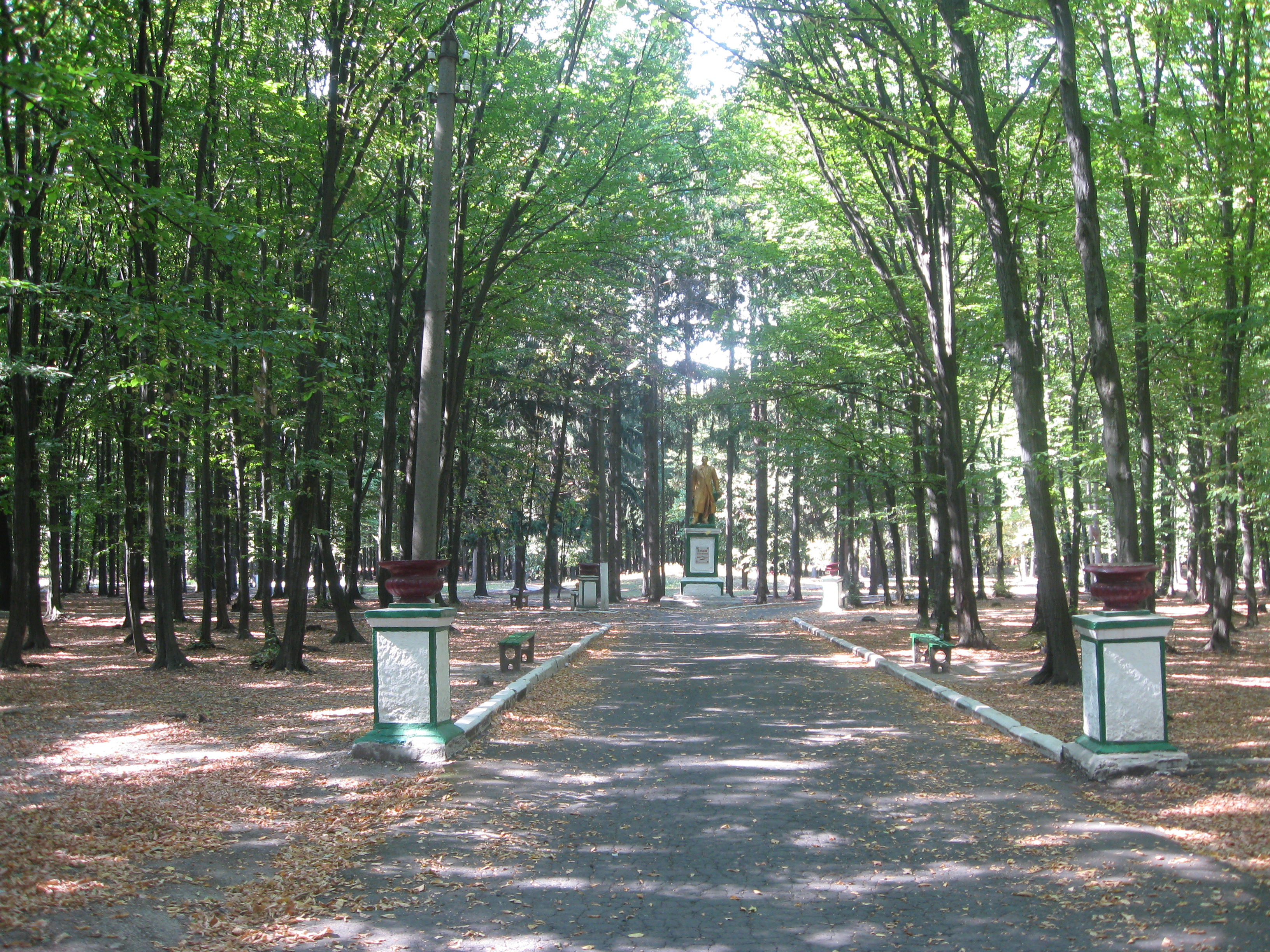
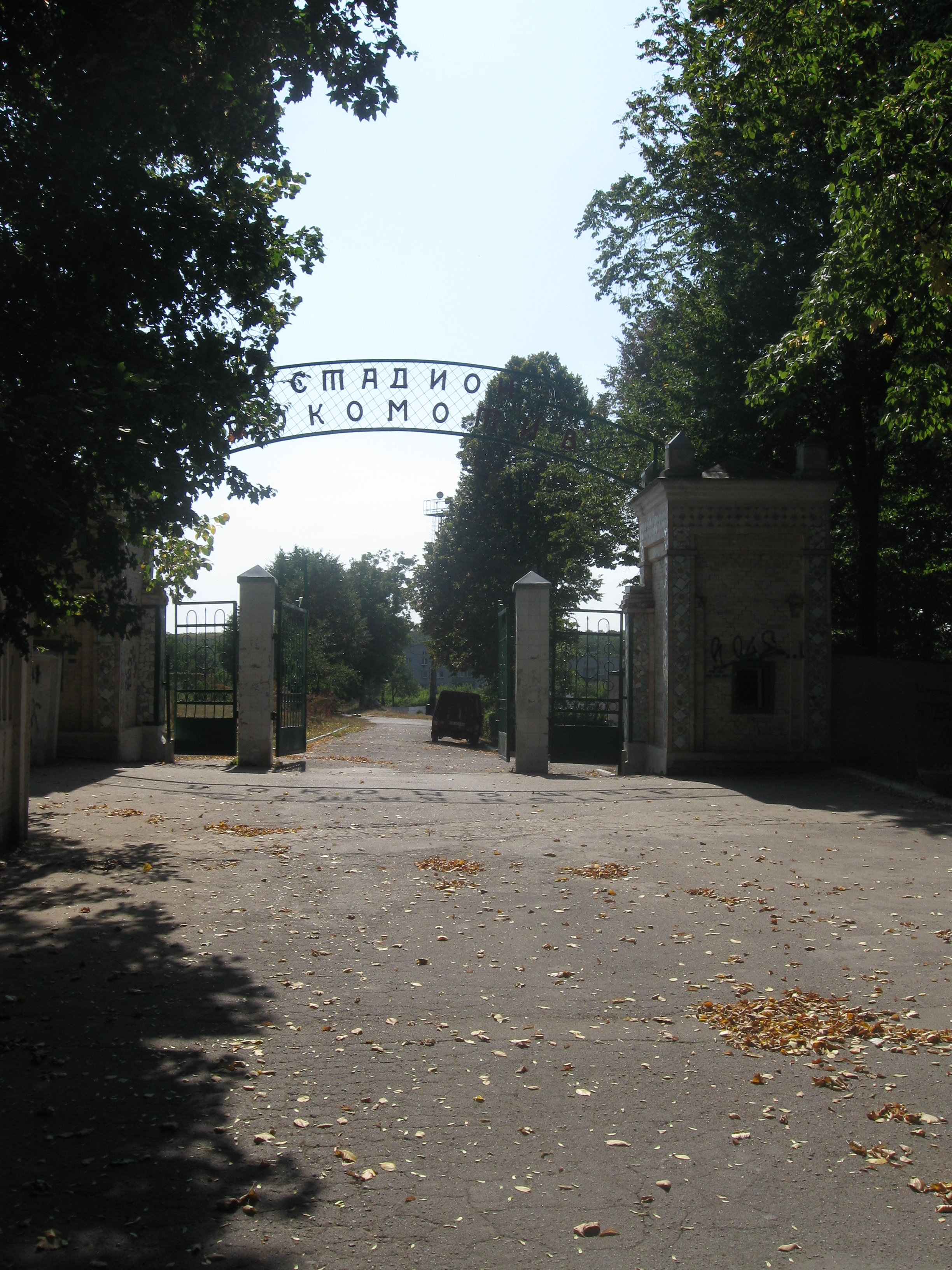
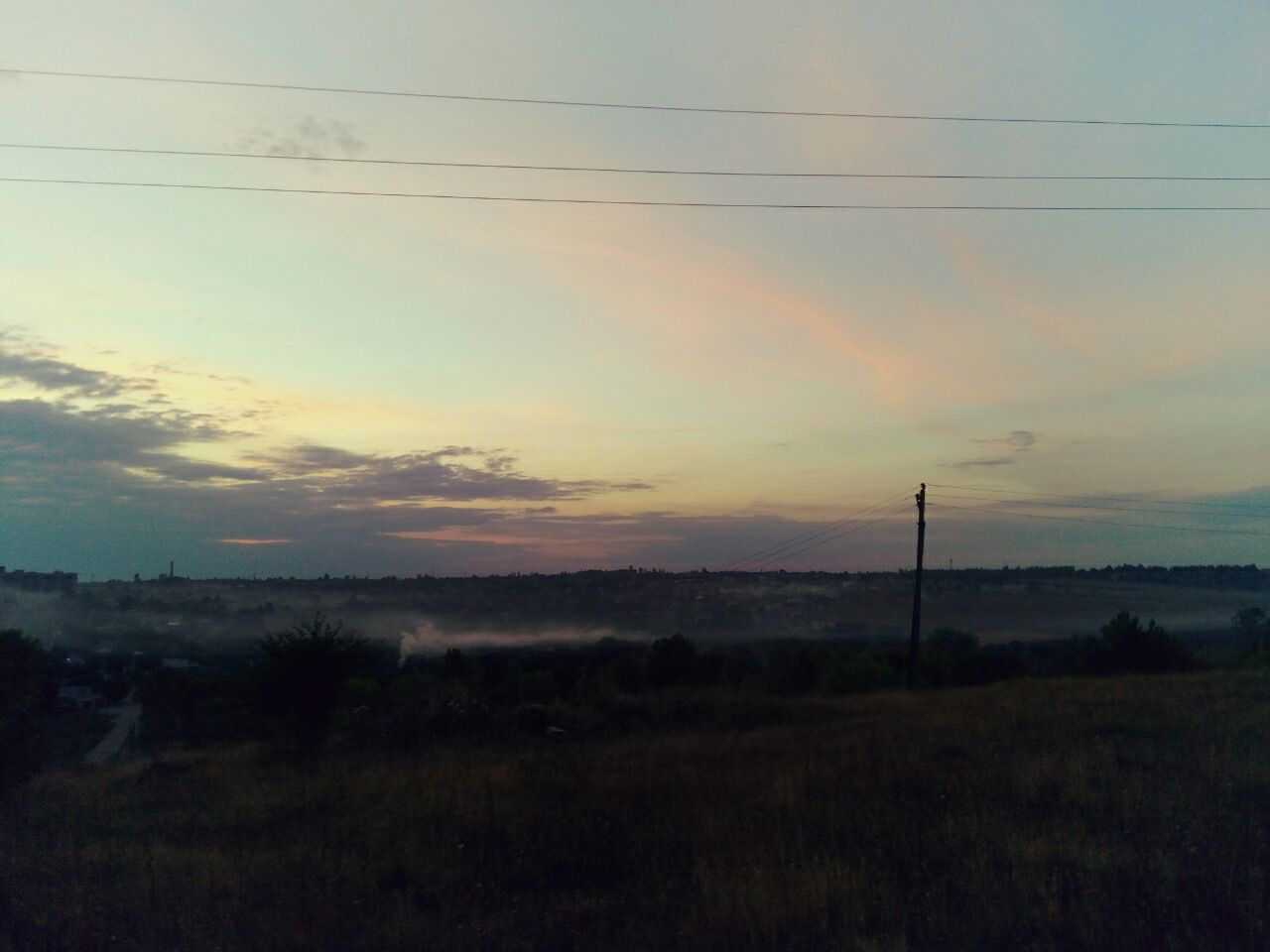